# Puerto Lápice (ort)
Puerto Lápice är en ort i Spanien.   Den ligger i provinsen Toledo och regionen Kastilien-La Mancha, i den centrala delen av landet, 120 km söder om huvudstaden Madrid. Puerto Lápice ligger 678 meter över havet och antalet invånare är 1 001.
Terrängen runt Puerto Lápice är platt åt nordost, men åt sydväst är den kuperad. Runt Puerto Lápice är det ganska glesbefolkat, med 42 invånare per kvadratkilometer. Närmaste större samhälle är Madridejos, 16,6 km norr om Puerto Lápice. Trakten runt Puerto Lápice består till största delen av jordbruksmark.